# 本多敏良
本多 敏良（ほんだ としろう、1948年5月24日 - ）は、日本の指揮者である。国立音楽大学器楽科。ウィーン国立音楽大学指揮科。高岡フィルハーモニー管弦楽団音楽監督・常任指揮。石川県羽咋市出身。

## 略歴
国立音楽大学にてクラリネットを専攻し、大橋幸夫に師事する。その後、東京芸術大学教授金子登の内弟子となり、指揮者に転向。チェリベ弦楽合奏団を編成し、金沢公演でデビュー。
1969年、金子登の勧めでウィーン国立アカデミー（現、ウィーン国立音楽大学）に留学。ハンス・スワロフスキーに指揮法を師事。
1972年8月　ザルツブルグでの指揮者・カラヤンのゼミにも参加。
1974年12月、日本に帰国。同年、石川フィルハーモニー交響楽団の初代常任指揮者に就任。
1976年、金沢姉妹都市バッファロー公演で、モーツァルト「戴冠ミサ曲」を指揮。
1987年、石川フィルハーモニー交響楽団で音楽監督を勤めていた金子登の逝去を受けて、第2代音楽監督に就任。
1991年、音楽文化振興の功績に対して、石川県知事表彰を受ける。
1996年、1999年の2度にわたり、イルクーツクとの音楽文化国際交流にて、ショスタコーヴィチ「オラトリオ森の歌」を指揮。
2001年11月、「国際交流2001 in 石川」で、オルフ「カルミナ・ブラーナ」を指揮。
2002年10月、「全国第九フェスティバル金沢大会」で、ベートーヴェン「第九」を指揮。
2003年、高岡フィルハーモニー管弦楽団の常任指揮に就任。同年「ビエンナーレいしかわ 秋の芸術祭」で、マーラー交響曲 第二番“復活”を指揮。
2004年5月には、高岡フィルハーモニー管弦楽団の音楽監督に就任。同年、健民運動実践活動の功績に対し、石川県知事表彰を受ける。同年、10月、トヨタ・コミュニティ・コンサートで再度、マーラー「交響曲 第二番 “復活”」を指揮。
2005年12月、「第43回 年末公演」にてベートーヴェン「交響曲 “第九”」を指揮。
2006年5月、石川フィルハーモニー交響楽団を辞任。
2007年11月、「100回記念サロンコンサート“古城の森が育てるハーモニー”」で、音楽監督・指揮を務める。
2009年1月、高岡開町400年記念「第九」公演で指揮を行う
2012年5月、“第2回 みんなで歌おう 高岡第九”で、音楽監督・指揮を務める。
2015年3月、“第3回 みんなで歌おう 高岡第九”で、音楽監督・指揮を務める。

## 参考資料
- “Profile”. 2017年3月3日閲覧。